# Wercklea lutea
Wercklea lutea är en malvaväxtart som beskrevs av Robert Allen Rolfe. Wercklea lutea ingår i släktet Wercklea och familjen malvaväxter. Inga underarter finns listade i Catalogue of Life.